# Yer Blues
Yer Blues (englisch sinngemäß für ‚Ihr Blues‘) ist ein Lied der britischen Band The Beatles, das 1968 auf ihrem neunten Studioalbum The Beatles veröffentlicht wurde. Komponiert wurde es von John Lennon und Paul McCartney und unter der Autorenangabe Lennon/McCartney veröffentlicht.

## Hintergrund
Yer Blues basiert hauptsächlich auf den musikalischen Ideen von John Lennon. Mitte Februar 1968 reisten die Beatles mit ihren Frauen nach Rishikesh (Indien), wo ein mehrwöchiger Meditationskurs des Maharishi Mahesh Yogi stattfand. Ringo Starr kehrte bereits Anfang März nach England zurück, Paul McCartney folgte drei Wochen später. John Lennon und George Harrison verließen Indien erst Mitte April. Während des Indienaufenthalts schrieben die Beatles die Mehrzahl der Lieder für ihr neues Album, so war Yer Blues eines der Lieder, die Lennon in Indien schrieb. Yer Blues gehört zu den Esher-Demos, die Ende Mai 1968 im Haus von George Harrison aufgenommen wurden.
Laut John Lennon drückt Yer Blues seine damalige Stimmung aus. Yer Blues wurde von Lennon zweimal live eingespielt, das erste Mal am 11. Dezember 1968 während der Filmaufnahmen zum Rolling-Stones-Film Rock and Roll Circus, mit folgenden Musikern: Eric Clapton (Leadgitarre), Keith Richards (Bass) und Mitch Mitchell (Schlagzeug). Die zweite Liveaufnahme erfolgte am 13. September 1969 mit der Plastic Ono Band beim Toronto Rock and Roll Revival in Kanada, diese Version wurde auf dem Album Live Peace in Toronto 1969 veröffentlicht.

## Aufnahme
Yer Blues wurde am 13. August 1968 in den Londoner Abbey Road Studios (Studio 2) mit dem Produzenten George Martin aufgenommen. Ken Scott war der Toningenieur der Aufnahmen. Die Beatles nahmen 14 Takes auf. Für die finale Version wurden die Takes 6 und 14 zusammengeschnitten. Laut dem Toningenieur Ken Scott erfolgte die Aufnahme in einem kleinen engen Raum, in dem vormals die Aufnahmegeräte standen.
In einer neuneinhalbstündigen Aufnahmesession zwischen 19 und 5:30 Uhr wurden neben Yer Blues noch das Lied Sexy Sadie eingespielt. Am 14. August sang John Lennon noch einen weiteren Gesangsteil im Overdubverfahren ein. Am 20. August wurde noch das Anzählen von Ringo Starr (“…Two…Three…”) für den Anfang des Liedes im Studio 3 aufgenommen.
Die Monoabmischung erfolgte am 14. August 1968. Am 14. Oktober erfolgte die gekürzte Stereoabmischung.
Besetzung
- John Lennon: Leadgitarre, Gesang, Hintergrundgesang
- Paul McCartney: Bass
- George Harrison: Leadgitarre
- Ringo Starr: Schlagzeug

## Veröffentlichungen
- Am 22. November 1968 erschien in Deutschland das 13. Beatles-Album The Beatles, auf dem Yer Blues enthalten ist. In Großbritannien wurde das Album ebenfalls am 22. November veröffentlicht, dort war es das zehnte Beatles-Album.
- In den USA erschien das Album drei Tage später, am 25. November, dort war es das 16. Album der Beatles.
- Am 9. November 2018 erschien die 50-jährige Jubiläumsausgabe des Albums The Beatles (Super Deluxe Box), auf dieser befindet sich eine bisher unveröffentlichte Version (Take 5) von Yer Blues sowie das Esher-Demo.

## Coverversionen
Folgend eine kleine Auswahl:
- Jeff Healey Band – Cover to Cover [1]
- Phish – Live Phish [2]
- The Smithereens – Covers [3]